# Frullania
Genre
Frullania, en français la frullaine, est un genre d'hépatiques de la classe des Jungermanniopsida (hépatiques à lobes), de la famille des Frullaniaceae (ou des Jubulaceae selon les classifications).

## Habitat et répartition
Il s'agit d'une espèce saxicole ou corticole qui se nourrit des éléments minéraux contenus dans l'eau qui ruisselle sur les rochers ou l'écorce des arbres dans les zones tempérées. 

## Description
La frullaine pousse accrochée sur son hôte sous forme des plaques réticulées. Les feuilles incubes ont des lobes repliés sur eux-mêmes, rappelant la forme du foie, d'où l'appellation d'hépatique

## Pharmacologie
Les Frullaines sont cause d'allergies. En effet, elles renferment dans le thalle, une lactone sesquiterpénique  allergisante, le frullanolide—I. Du fait de la présence du groupement α-méthylène-γ-butyrolactone, il est responsable d'une dermatite de contact ou eczéma de contact, également connu sous l'appellation populaire de « maladie des bûcherons ». Ceci provoque de fortes démangeaisons susceptibles de s'étendre au-delà des zones du corps ayant été en contact avec la frullaine. 
L'énantiomère dextrogyre de cette lactone a été isolé de Frullania dilatata, un levogyre de Frullania tamarisci, dont on tire la friedéline.  

## Phytonymie
Le nom Frullania est donné par le botaniste italien Raddi qui le dédie à l'homme d'État florentin Leonardo Frullani (it).

## Espèces
Parmi les très nombreuses espèces de ce genre, on peut citer :
- Frullania dilatata
- Frullania fragilifolia
- Frullania reimersii
- Frullania tamarisci